# Sumo
El sumo (Japonés: 相撲, Hepburn: sumō, pronunciación japonesa: [ˈsɯmoː], lit. "empujarse mutuamente") es una forma de lucha competitiva de contacto completo en donde un rikishi (luchador) intenta sacar a su oponente fuera del ring circular (dohyō) o lo fuerza a tocar el suelo con alguna parte de su cuerpo que no sea la planta de sus pies (usualmente mediante derribos, empujones o tropezones).
El sumo se originó en Japón, siendo el único país del mundo en donde es practicado a nivel profesional, y en donde además es considerado como deporte nacional. El sumo a menudo es considerado como un gendai budō, lo cual se refiere a todas las artes marciales japonesas modernas, sin embargo, el deporte tiene una historia que se remonta a varios siglos en el pasado. Muchas de las tradiciones ancestrales han sido preservadas en el sumo, y hasta el día de hoy el deporte sigue incluyendo diversos elementos rituales, como por ejemplo el uso de la sal de purificación, derivada de las creencias sintoístas.
La vida de los luchadores esta altamente reglamentada, con todas las normas siendo reguladas por la Asociación Japonesa de Sumo. La gran mayoría de los luchadores están obligados a vivir comunalmente en establos de entrenamiento de sumo, conocidos en Japón como heya, donde todos los aspectos de su vida diaria (desde las comidas hasta la forma de vestir) están dictadas por la estricta tradición del deporte. El estilo de vida del sumo tiene un impacto negativo en la salud de los luchadores, provocando que su esperanza de vida sea menor a la del hombre japonés promedio.
Desde 2008 a 2016, varios escándalos y controversias de alto perfil han sacudido el mundo del sumo profesional, afectando significativamente la reputación del deporte y la venta de entradas a los torneos. Esto también ha afectado la capacidad de la Asociación Japonesa de Sumo de poder atraer nuevos reclutas. A pesar de esto, la popularidad del sumo y la asistencia general de los espectadores se ha ido recuperando con los años, en parte gracias a la presencia de múltiples yokozuna (o grandes campeones) por primera vez en muchos años, además de otros luchadores populares que han capturado la atención y el cariño de los espectadores.

## Etimología
La pronunciación de la palabra sumō se remonta al verbo sumau/sumafu, significando "competir" o "luchar". La escritura de la palabra se remonta a la expresión sumai no sechi (相撲の節), lo cual hace referencia a una competición de lucha en la corte imperial durante el período Heian. Los caracteres de sumai, o sumō hoy en día, significan "empujarse mutuamente". Existen instancias de la palabra "sumo" siendo escrita de manera alternativa con los kanji "角力", como aparece en el Nihon Shoki. Aquí, el primer caracter significa "esquina", pero funciona como elemento fonético, ya que la pronunciación es escuchada como sumi, mientras que el segundo caracter significa "fuerza".
Sumō también es un término general para la lucha en japonés. Por ejemplo, udezumō (腕相撲, sumō de brazo) significa "lucha de brazos", y yubizumō (指相撲, sumō de dedo) significa "lucha de dedos". El sumo profesional regulado por la Asociación Japonesa de Sumo es llamado ōzumō (大相撲) o "gran sumo".

## Historia

### Antigüedad (pre-1185)

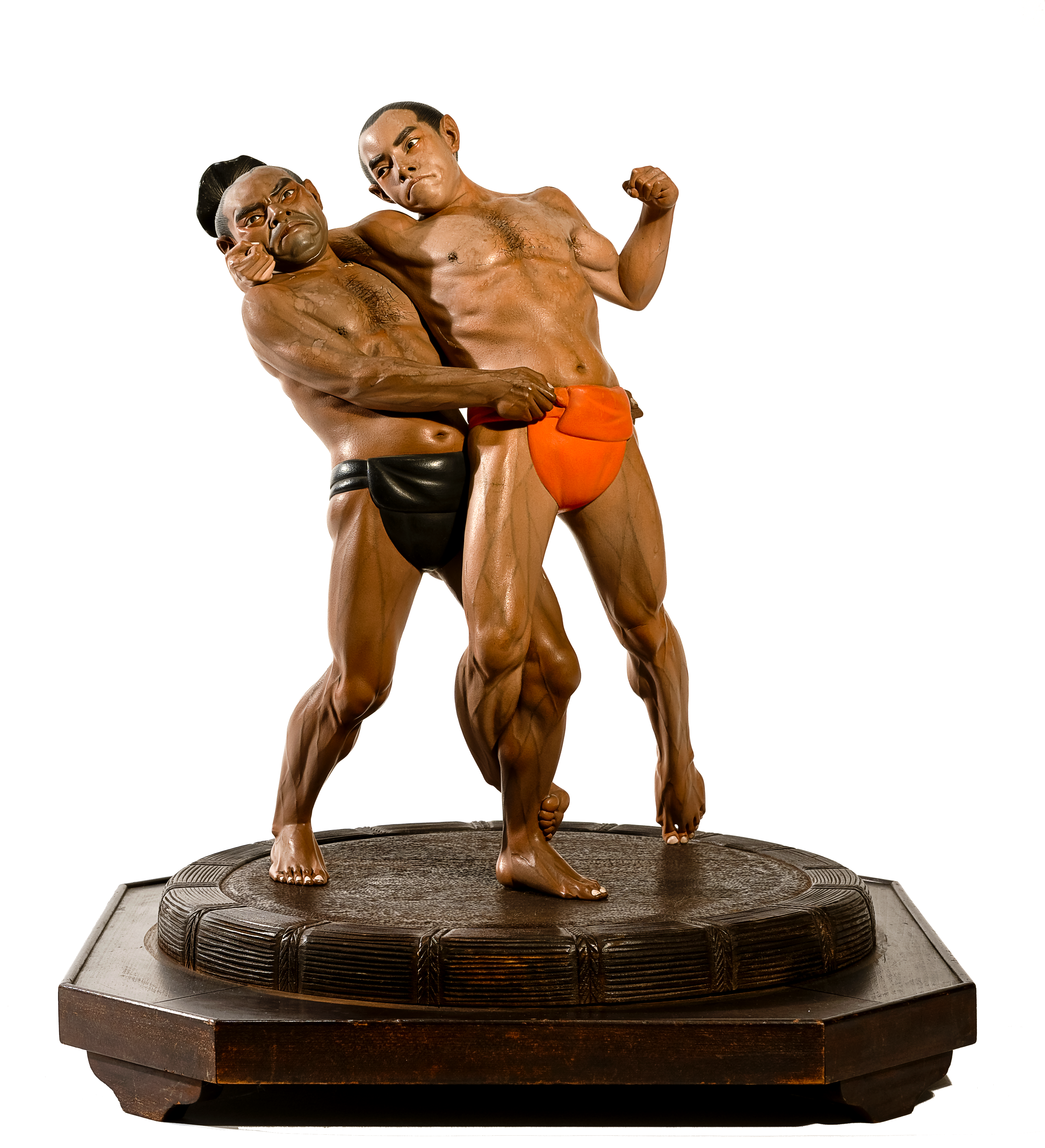
Estatuilla representativa japonesa titulada "Los luchadores" o "Kawatso Saburo superando a Matano Goro". La escultura representa a Kawatso Saburo luchando con Matano Goro durante un famoso combate de sumo en el 1174 AD. Ambos son mostrados a mitad de un "kawazu-gake", cuyo nombre proviene de Saburo, el ganador. Este objeto es posiblemente una miniatura de un Iki-ningyō (muñeco viviente), una tradición japonesa que consiste en elaborar muñecos de tamaño real con expresiones vivas y los cuales fueron muy populares en los misemono (exhibiciones) durante el período Edo en Japón. Estos comúnmente representan escenas dramáticas e históricas.

Varias representaciones pictóricas en paredes antiguas indican que el sumo se originó de una danza ritual realizada como oración para procurar que hubiese buena cosecha en los campos. La primera mención alusiva al sumo puede encontrarse en un manuscrito Kojiki que data del año 712, en el cual se describe como las posesiones de las islas japonesas fueron decidas en un combate de lucha entre los kami Takemikazuchi y Takeminakata.
Takemikazuchi era el dios del trueno, la espada y la conquista, nacido de la sangre derramada cuando Izanagi derrotó al demonio de fuego Kagutsuchi. Takeminakata era el dios del agua, el viento, la agricultura y la caza, y era un descendiente lejano Susanoo, el dios de la tormenta. Cuando Takemikazuchi juró conquistar el territorio de Izumo, Takeminakata lo desafió a un combate mano a mano. En medio del furor de la pelea, Takemikazuchi agarró el brazo de Takeminakata y lo partió "como una rama", derrotando a Takeminakata y reclamando Izumo para sí.
El Nihon Shoki, publicado en el año 720, describe el primer combate de sumo entre mortales cerca del año 23 AC, cuando un hombre llamado Nomi no Sukune luchó contra Taima no Kuehaya por petición del Emperador Suinin, eventualmente acabando con la vida de su oponente y convirtiéndose en el ancestro mitológico del sumo. De acuerdo con el Nihon Shoki, Nomi le rompió una costilla a Taima de un solo golpe, y acabó con su vida propinándole otro golpe en la espalda. Antes de la llegada de la Edad Media en Japón, esta forma de sumo irregular a menudo culminaba con la muerte de uno de los luchadores. En el período Kofun (300–538), se empezaron a realizar estatuillas haniwa de luchadores de sumo. Los primeros combates de sumo atestiguados históricamente fueron realizados en el año 642 en la corte de la Emperatriz Kōgyoku para entretener a una delegación coreana. En los siglos siguientes, la popularidad del sumo dentro de la corte incrementó su significado ceremonial y religioso. Los eventos regulares en la corte del emperador, el sumai no sechie, y el establecimiento de las primeras reglas para el sumo coincidieron con el apogeo cultural del período Heian.

### Edad Media Japonesa (1185–1603)

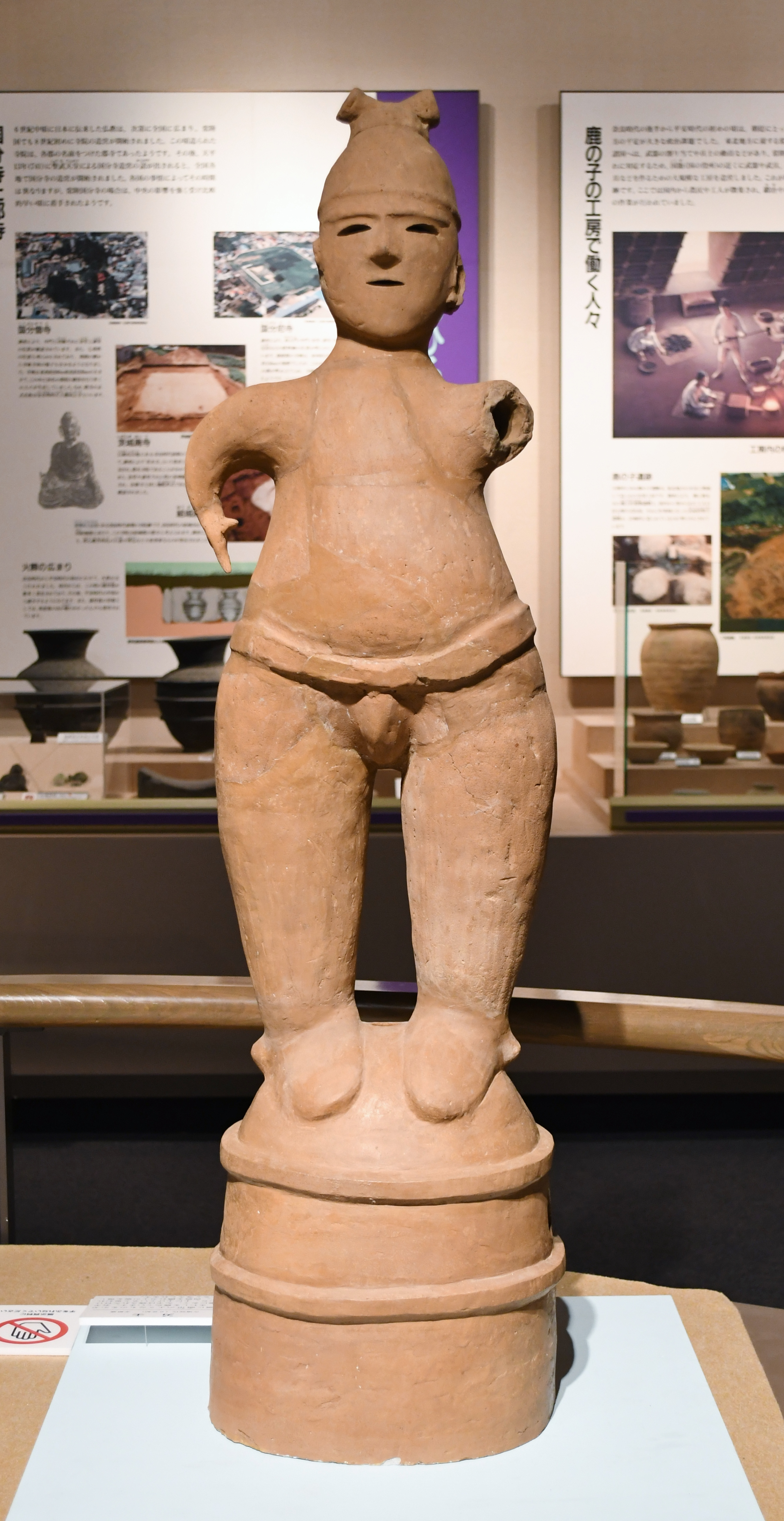
Haniwa de un luchador de sumo

Con el colapso de la autoridad central del emperador, el sumo perdió su importancia dentro de la corte; durante el período Kamakura, el sumo atravesó una reestructuración, dejando de ser un evento ceremonial para pasar a formar parte del entrenamiento militar de los samurai. Para los tiempos del período Muromachi, el sumo ya había dejado completamente los espacios de la corte, convirtiéndose en un espectáculo popular entre la masas, pero sobre todo, este se volvió el deporte preferido de los daimyō, los cuales a menudo patrocinaban a los luchadores. Los sumotori que luchaban para un daimyō y acumulaban el suficiente éxito recibían el favor de su señor, apoyo económico y el estatus de samurai. Oda Nobunaga, un ávido admirador del deporte, llevó a cabo un torneo con 1.500 luchadores en febrero de 1578. Dado que se tenían que realizar varios combates simultáneamente dentro del castillo de Nobunaga, se delimitaron arenas circulares para facilitar los procedimientos y mantener la seguridad de los espectadores. Este evento marcó la invención del dohyō, el cual luego evolucionó en el siglo XVIII, pasando a tener la forma que tiene hoy en día. El ganador del torneo de Nobunaga recibió un arco por haber alcanzado la victoria y este comenzó a danzar para mostrar su gratitud al jefe militar.

### Período Edo (1603–1867)
Dado que el sumo terminó convirtiéndose en algo trivial debido a la proliferación de combates callejeros, particularmente en Edo, el sumo fue temporalmente prohibido en la ciudad durante el período Edo. En 1684, el sumo fue recuperado y el gobierno otorgó el permiso para realizar eventos de caridad dentro de los recintos de los santuarios sintoístas, muy comunes en las ciudades Kioto y Osaka. El primer torneo sancionado se llevó a cabo en el santuario Tomoka Hachiman durante este período. Pronto, una organización oficial de sumo fue desarrollada, consistiendo de luchadores profesionales al servicio de la administración de Edo. Muchos elementos que el deporte tiene hoy en día se remontan a esta época, como por ejemplo el dohyō-iri, el sistema de heya, los gyōji y el mawashi. El siglo XVIII trajo el surgimiento de varios luchadores destacados como Raiden Tameemon, Onogawa Kisaburō y Tanikaze Kajinosuke, este último considerado como el primer yokozuna en la historia del sumo.
Cuando el oficial naval Matthew Perry tuvo la oportunidad de observar el sumo durante su expedición a Japón en 1853, este lo encontró desagradable, organizando luego una demostración militar para presentar los méritos y logros de la organización occidental.

### Desde 1868

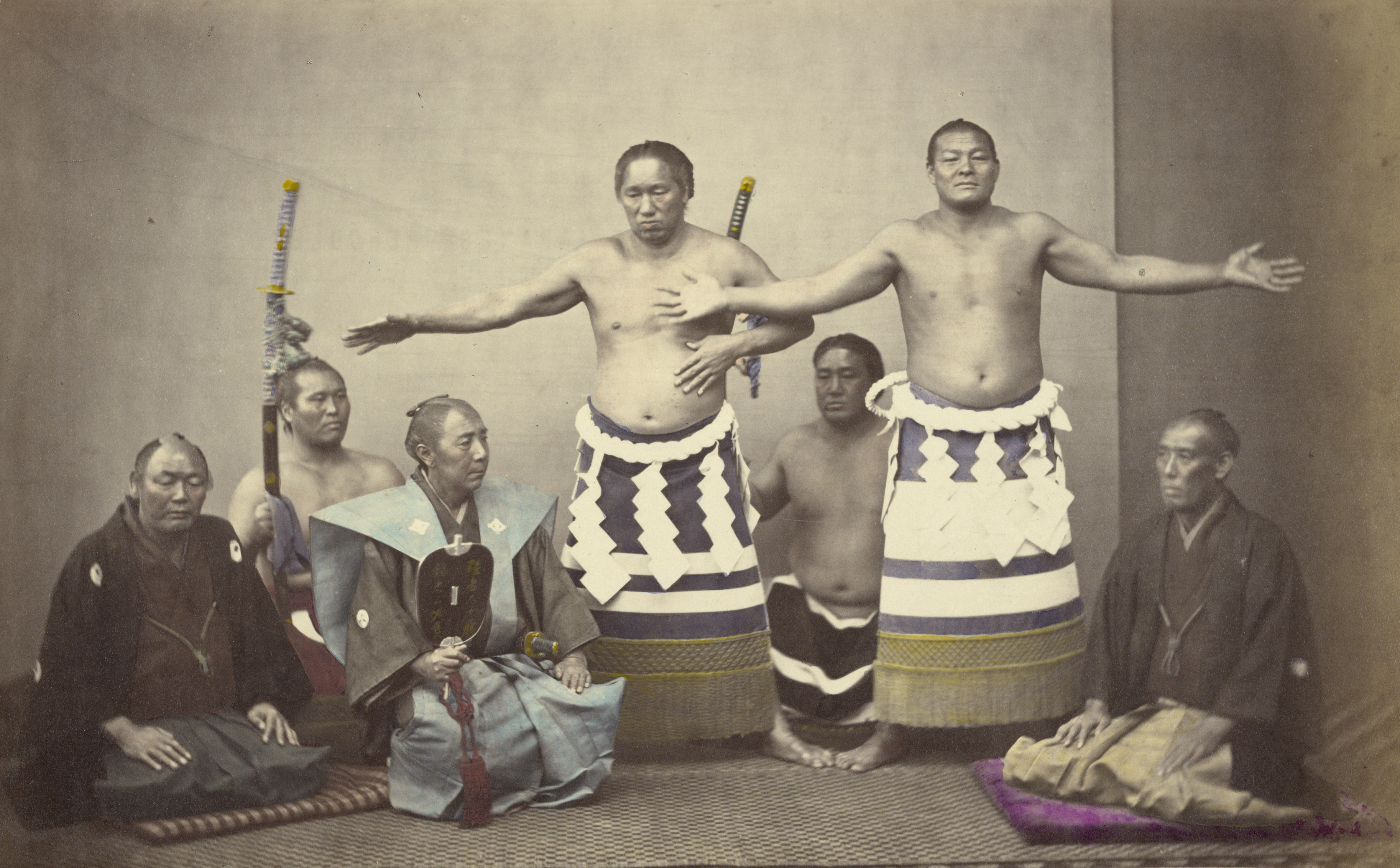
El décimo primer (11°) yokozuna Shiranui Kōemon junto al décimo tercer (13°) yokozuna Kimenzan Tanigorō (1866)

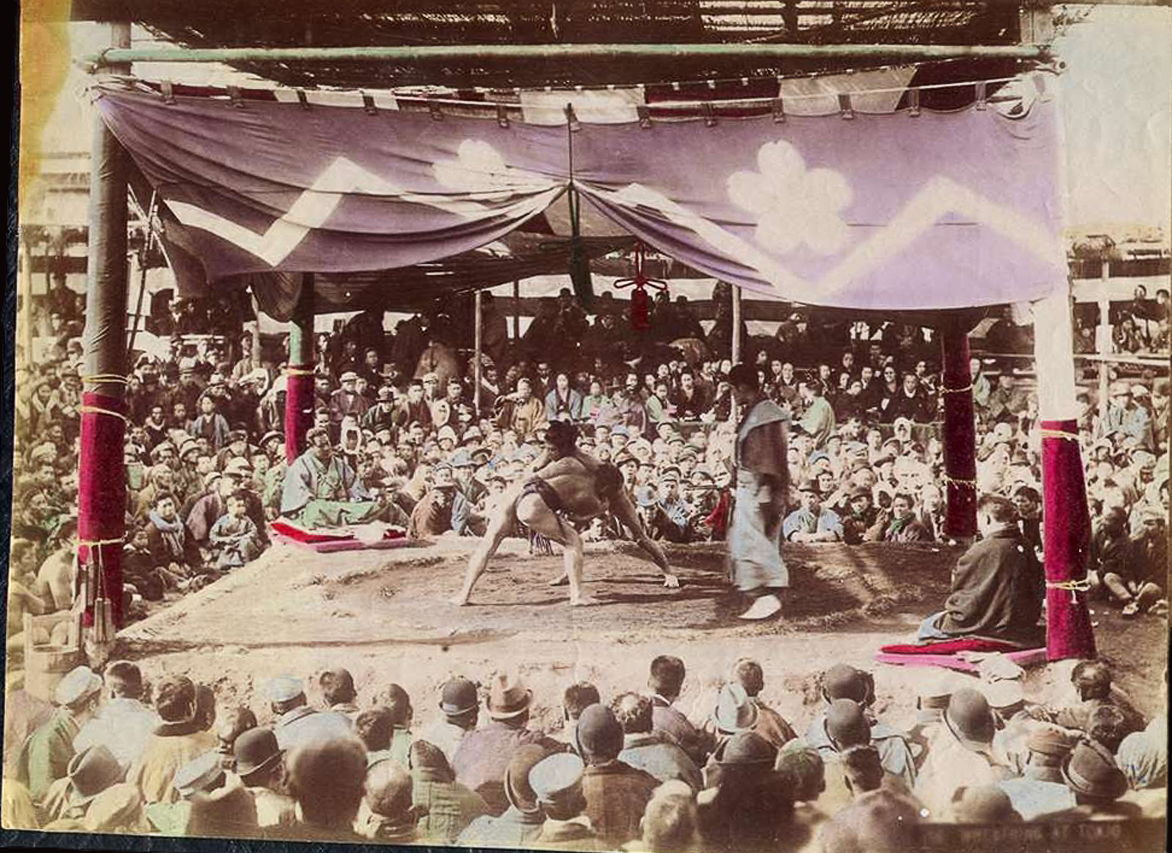
Combate de sumo en Tokio (1890)

La Restauración Meiji de 1868 trajo consigo el fin del sistema feudal en Japón, y por consiguiente, el patronaje económico de los acaudalados y poderosos daimyō. Debido a la nueva adaptación a la cultura occidental, el sumo empezó a ser visto como algo vergonzoso y obsoleto, generando disputas internas que luego decantaron en un cisma dentro de la asociación central. La popularidad del sumo fue restaurada cuando el Emperador Meiji organizó un torneo en 1884; su ejemplo convirtió al sumo en un símbolo nacional y contribuyó a establecer un sentimiento nacionalista tras un serie de victorias militares contra Corea y China. La Asociación Japonesa de Sumo volvió a reunirse el 28 de diciembre de 1925 e incrementó la cantidad de torneos anuales de dos a cuatro, y luego de cuatro a seis en 1958. La duración de los torneos fue extendida de diez días a quince días en 1949.

Galería
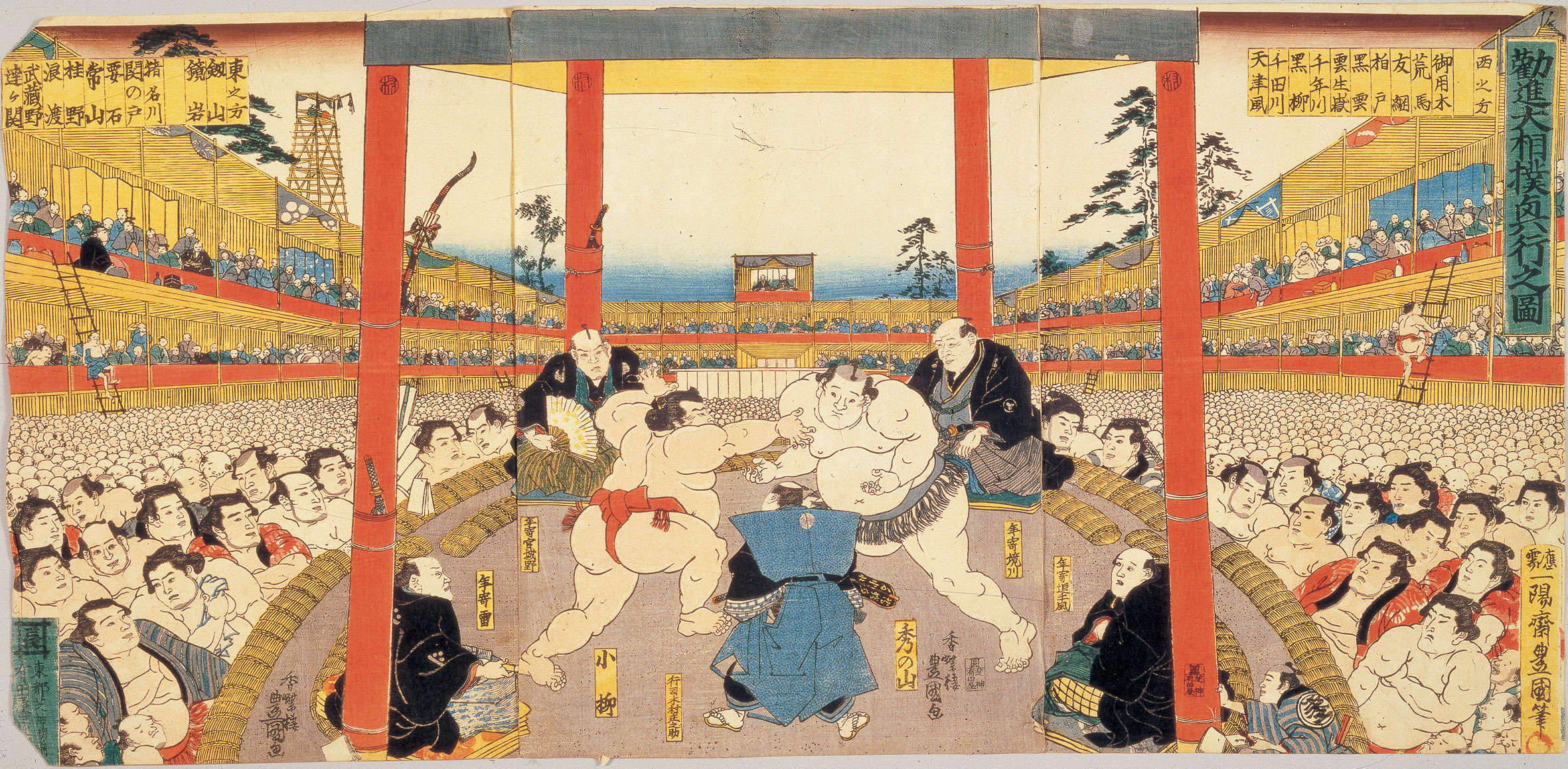
Gran Torneo de Sumo Kanjin (c. 1843 )
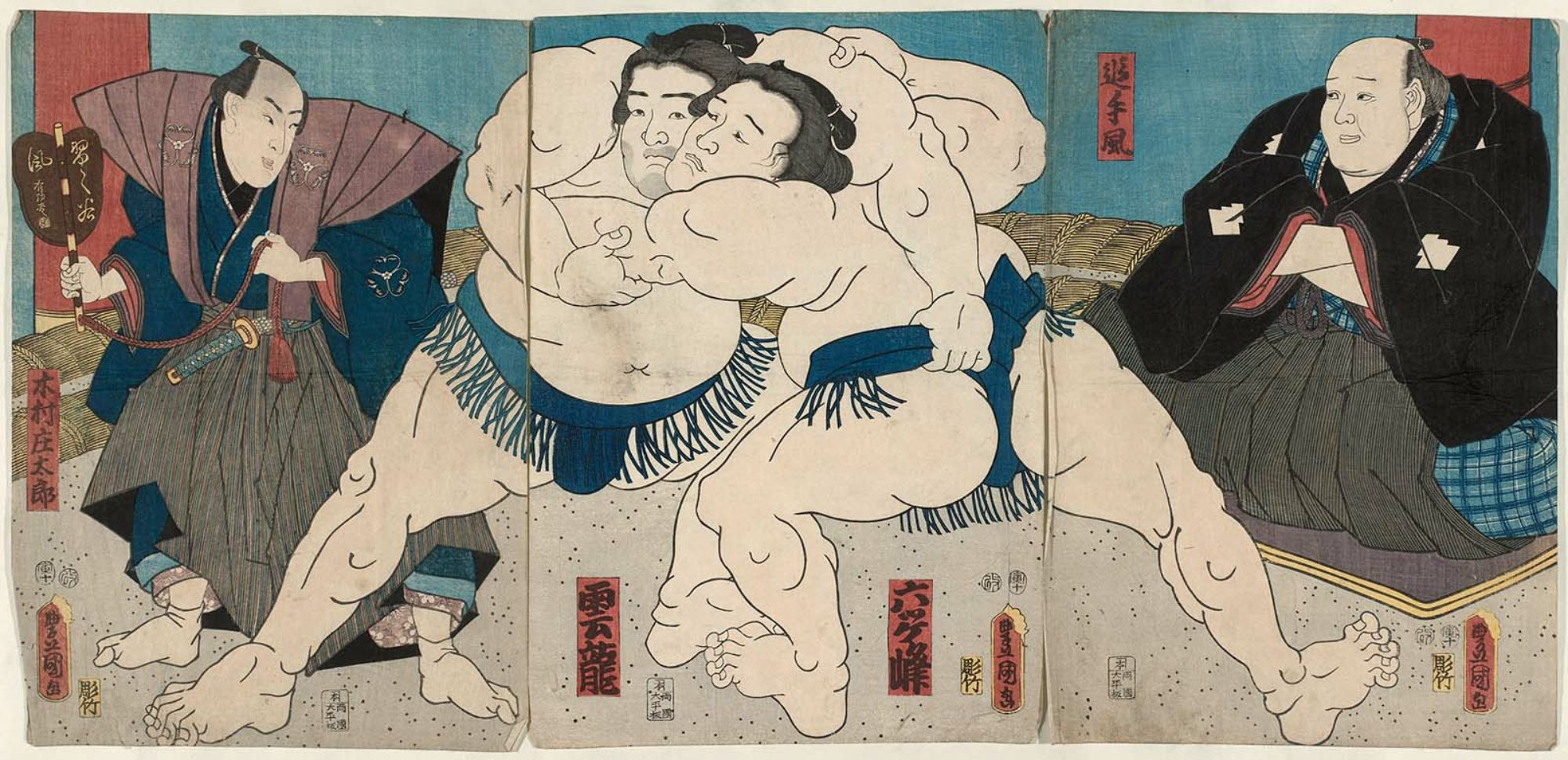
Escena de un combate de sumo c. 1851
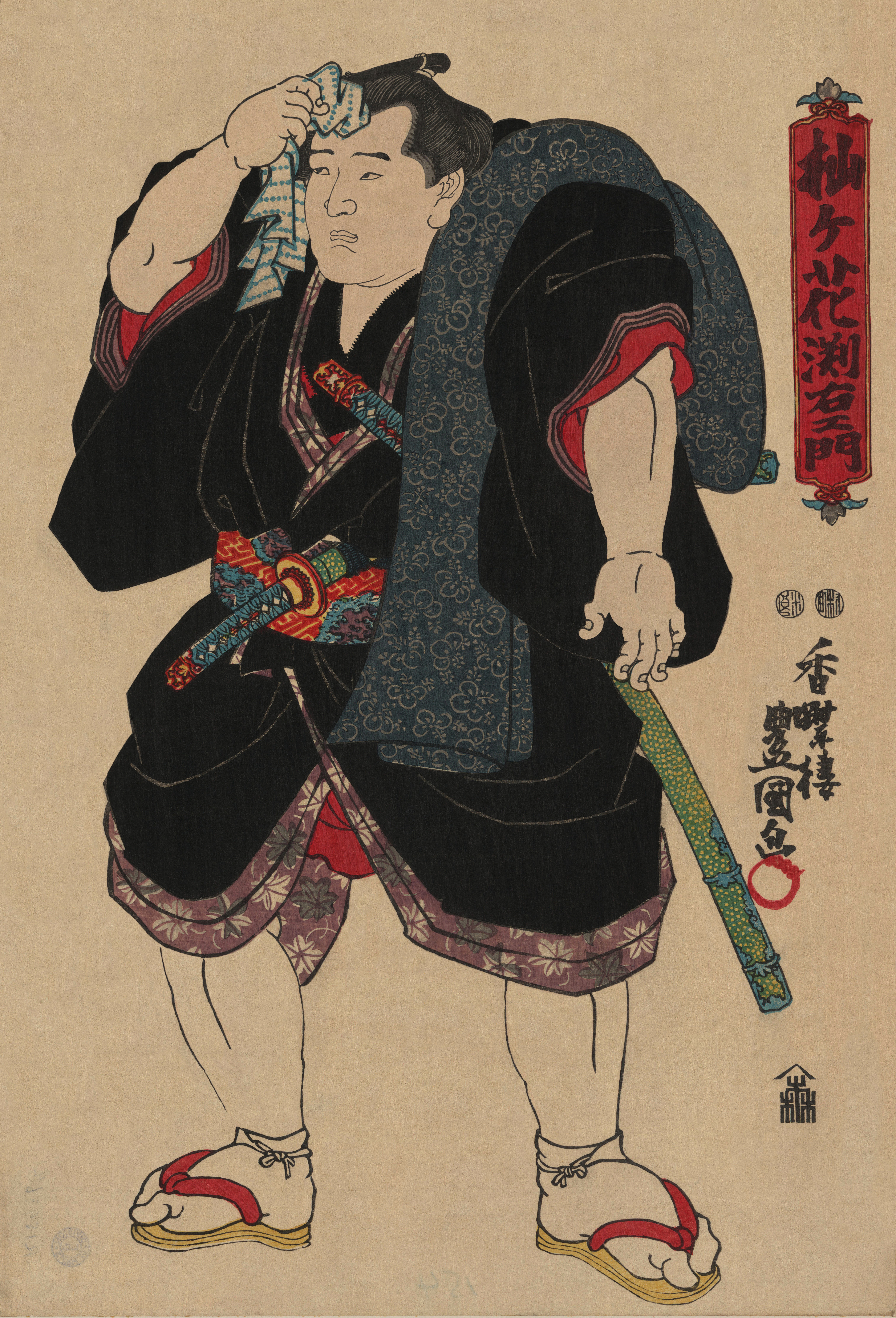
Somagahana Fuchiemon, c. 1850
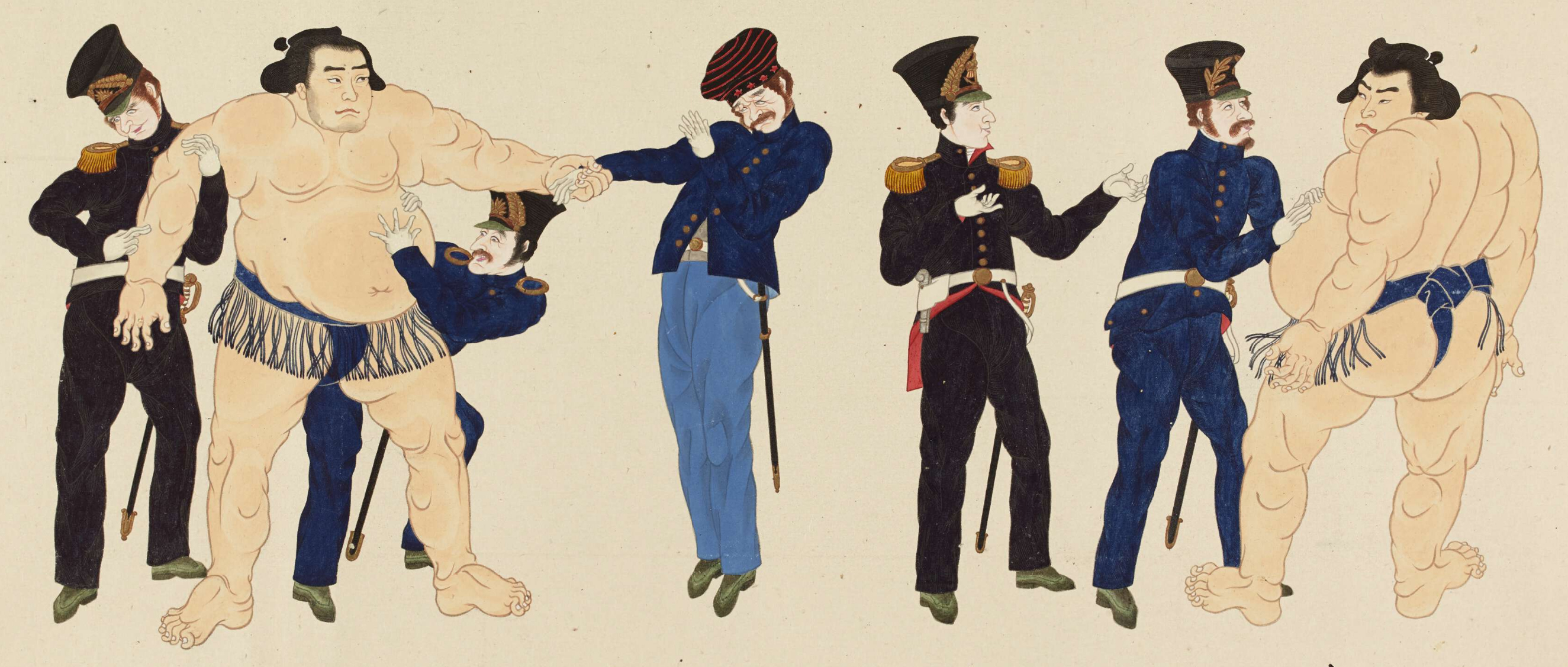
Marinos de la Expedición Perry examinando a un luchador de sumo (1854)

## Reglas y costumbres

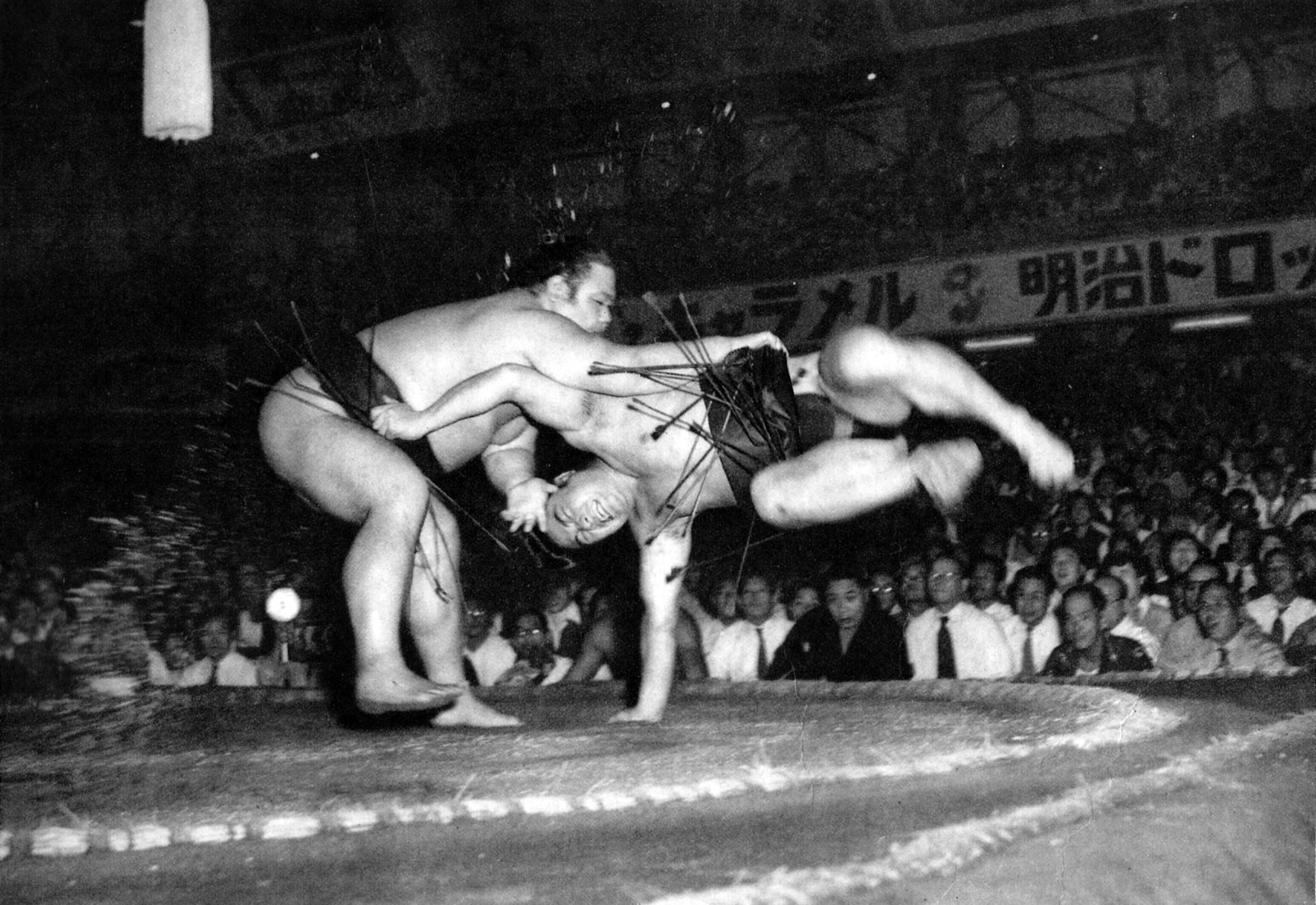
Azumafuji derrotando a Tochinishiki mediante un uwatenage (derribo por encima del brazo) en 1953.

El principio elemental del sumo es que el resultado de un combate es decidido cuando un luchador es forzado a salirse del ring circular, o dohyō, (no necesariamente teniendo que tocar el suelo del área exterior del ring), o cuando este toca el suelo del ring con alguna parte de su cuerpo que no sea la planta de sus pies. Los luchadores intentan lograr esto mediante empujones, lanzamientos, manotazos, tropezones y a menudo burlando al oponente. Actualmente, la Asociación Japonesa de Sumo reconoce 82 técnicas ganadoras, o kimarite, muchas de las cuales provienen del judo. Las técnicas o movimientos prohibidos son denominados kinjite, y estas incluyen la estrangulación, halar el cabello, romper los dedos, aferrarse a la ingle, dar patadas, pinchar los ojos, golpear con el puño cerrado y aturdir al oponente golpeando sus orejas simultáneamente. Las formas de combate más comunes y básicas en el sumo son el aferrarse al mawashi (cinto) del oponente con las manos para luego forzarlo fuera del ring, cuyo estilo lleva el nombre de yotsu-zumō (四つ相撲), o empujar al oponente fuera del ring sin un agarre firme, denominado oshi-zumō (押し相撲).
El dohyō, el cual es construido y mantenido por los yobidashi, consiste en un círculo de 4,55 metros (14,9 pies) de diámetro delimitado con fardos de paja de arroz elevado sobre una plataforma de arcilla de 66 centímetro de alto. En el centro del círculo están pintadas dos líneas de salida (llamadas shikiri-sen), detrás de las cuales los luchadores se posicionan antes de empezar el tachi-ai, la embestida inicial que comienza el combate. La dirección del combate recae sobre el gyōji, un árbitro el cual es supervisado por cinco shimpan (jueces) sentados al rededor del ring. En algunas ocasiones, es necesario revisar la decisión del gyōji. Los shimpan tienen el derecho de realizar una reunión en medio del ring, llamada mono-ii, para así discutir sus observaciones y llegar a un consenso. Esto es realizado sobre todo cuando el resultado del combate es poco claro, por ejemplo, si ambos luchadores tocaron el suelo o se salieron del ring al mismo tiempo. En estos casos, a veces es necesario revisar una repetición instantánea para verificar el resultado. Cuando se ha tomado una decisión, el juez líder la anunciará por micrófono a los espectadores y a los luchadores en cuestión. Los jueces pueden solicitar una repetición del combate, o simplemente dejar la decisión del gyōji como estaba en un principio. Ocasionalmente, los shimpan pueden anular la decisión del gyōji y otorgarle la victoria al luchador contrario. En raras ocasiones, el árbitro o los jueces pueden otorgarle la victoria al luchador que haya tocado el suelo primero. Esto ocurre cuando ambos luchadores tocan el suelo prácticamente al mismo tiempo, por lo cual se intuye que el luchador que tocó el suelo de segundo no tenía oportunidad de ganar el combate al haber sido llevado a una posición irrecuperable por su oponente. El luchador perdedor es referido como un shini-tai ("cuerpo muerto") en este caso.
La duración máxima de un combate varía dependiendo de la división. En la división más alta (makuuchi), el límite esta fijado en cuatro minutos, aunque algunos combates a menudo duran solo un par de segundos. Si el combate aun no ha terminado tras haber transcurrido el tiempo establecido, este es pausado para realizar un descanso y beber agua, llamado mizu-iri. Después del descanso, los luchadores son colocados nuevamente en la misma posición que se habían quedado para continuar el combate. Si todavía no hay ganador tras otros cuatro minutos, el combate es reiniciado desde el tachi-ai después de otro mizu-iri. Si tras todo esto aun no hay un ganador, el resultado es considerado como un hikiwake (empate). Esto es un resultado extremadamente raro, siendo que el último empate de este tipo en la historia del sumo fue en septiembre de 1974.
Una atracción especial del sumo es la variedad de rituales y ceremonias que se realizan durante los eventos, muchas de las cuales han sido cultivadas en conexión profunda con el deporte, permaneciendo inalteradas durante siglos. Estas incluyen las ceremonias de entrada al ring (dohyō-iri) al comienzo de un día en cada torneo, en las cuales los luchadores aparecen utilizando delantales decorados llamados kesho-mawashi, además de otros detalles como el arrojar sal al ring, lo cual sirve como una manera en la que los luchadores purifican simbólicamente el área de combate, y enjuagarse la boca con chikara-mizu (力水, "agua de poder"), lo cual es similar al ritual realizado antes de entrar a un santuario sintoísta. Adicionalmente, antes de comenzar un combate los luchadores realizan una rutina de calentamiento llamada shikiri. En la división más alta, los luchadores tienes cuatro minutos para realizar su shikiri, mientras que en la segunda división solo tienen tres minutos, tras lo cual el juez cronometrador le hará una señal al gyōji indicándole que el combate debe comenzar.
Tradicionalmente, los luchadores de sumo son reconocidos por su gran corpulencia y masa muscular, lo cual a menudo es un factor ganador. En el sumo profesional no existen divisiones por peso; por lo que un luchador a veces puede enfrentarse a un oponente hasta el doble de pesado. Sin embargo, con una técnica superior, los luchadores más pequeños y delgados pueden controlar y derrotar a oponentes mucho más grandes que ellos. El peso promedio de los luchadores en la división más alta ha ido en aumento con los años, pasando de 125 kilogramos (276 libras) en 1969, a más de 150 kilogramos (330 libras) en 1991. En 2019 se estableció el récord de peso con 166 kilogramos (366 libras).

## Sumo profesional

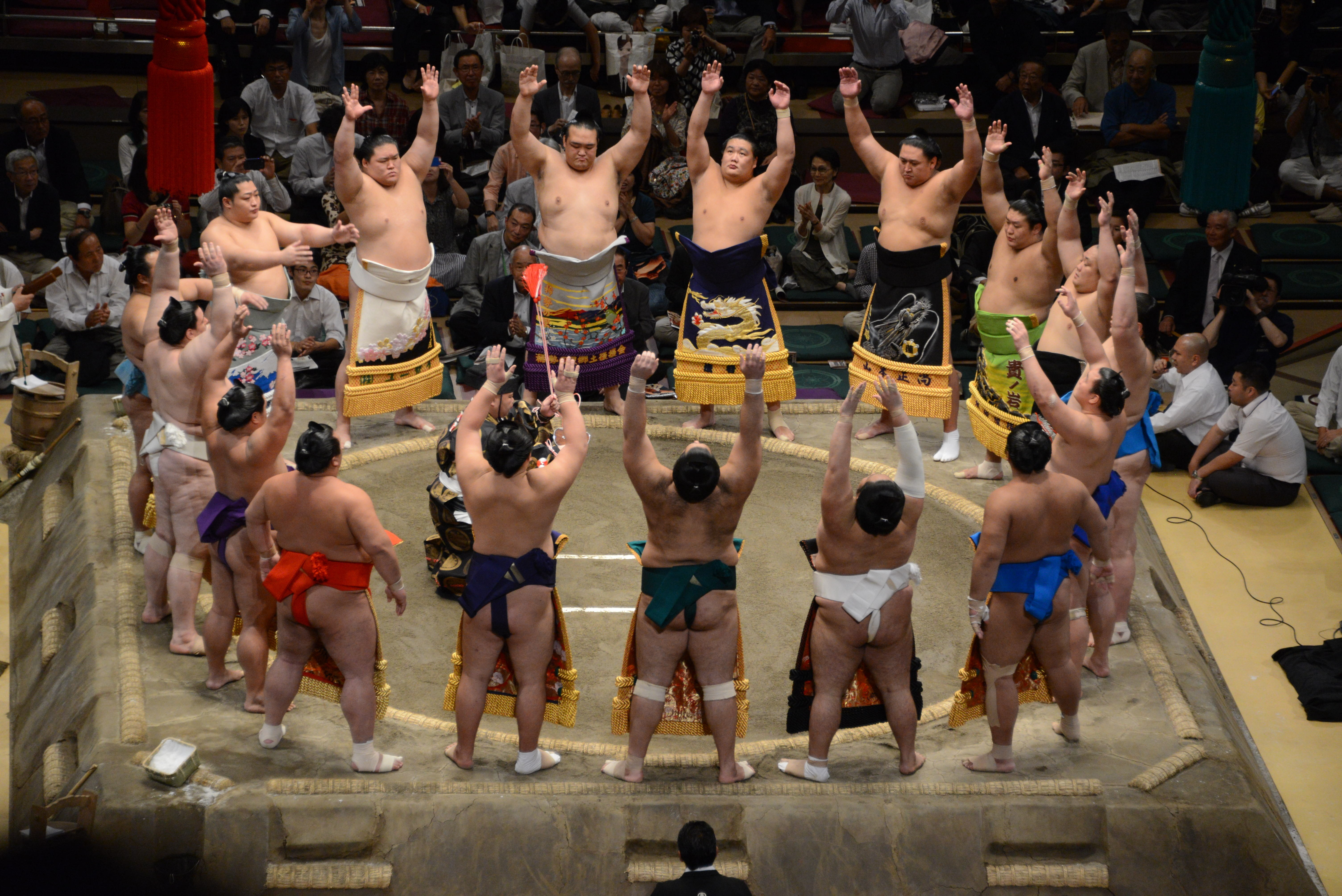
Luchadores de sumo se reúnen en círculo rodeando al gyōji (árbitro) durante el dohyō-iri (ceremonia de entrada al ring) (2014)

El sumo profesional es organizado y regulado por la Asociación Japonesa de Sumo. Los miembros de la asociación, llamados oyakata, son luchadores retirados (varios de ellos ex yokozuna y exluchadores de alto rango), y son las únicas personas autorizadas para entrenar a los luchadores activos. Todos los luchadores profesionales deben pertenecer obligatoriamente a un establo de entrenamiento, o heya en japonés, los cuales son administrados por alguno de los oyakata asumiendo del rol de maestro/entrenador de todos los luchadores bajo su autoridad. En 2007, 43 establos de sumo albergaron cerca de 660 luchadores, representando un récord ese año.
Para saltar al circuito profesional, los luchadores deben haber completado al menos nueve años de educación obligatoria y cumplir con los requerimientos de estatura y peso establecidos por la asociación. En 1994, la Asociación Japonesa de Sumo estableció que todos los luchadores de sumo deben tener como mínimo 173 centímetros (5 pies y 8 pulgadas) de estatura. Esto provocó que un joven japonés de 16 años llamado Takeji Harada (al haber fallado la prueba de elegibilidad seis veces) se sometiera a cuatro cirugías cosméticas durante un período de 12 meses para añadir 15 centímetros extra (6 pulgadas) de silicona debajo de su cuero cabelludo, creándole un bulto protuberante en su cabeza. En respuesta a esto, la JSA declaró que no volverían a aceptar candidatos que se hubiesen sometido a cirugías para modificar su estatura, citando preocupaciones en cuanto a la salud de los jóvenes. En 2019, The Japan Times reportó que los requerimientos de estatura y de peso eran 167 centímetros (5 pies y 6 pulgadas) y 67 kilogramos (148 libras), sin embargo, también afirmaron que la asociación haría la vista gorda con aquellos jóvenes que estuviesen "justo por debajo" de los requerimientos. En 2023, la Asociación Japonesa de Sumo flexibilizó los requerimientos de estatura y peso, anunciando que los reclutas prospectos que no cumpliesen con los mínimos establecidos podrían igualmente entrar en el sumo con tan solo aprobar un examen físico.
Todos los luchadores de sumo asumen un nombre de ring denominado shikona (四股名), el cual puede o no estar relacionado con sus nombres reales. A menudo, los luchadores no eligen sus nombres de ring, si no que este se le es otorgado por sus maestros de establo, o por un admirador o miembro familiar que los haya motivado a entrar en el deporte. Esto es particularmente cierto con los luchadores de sumo extranjeros. Un luchador puede cambiar de nombre durante su carrera activa, algunos habiéndolo hecho varias veces.
El sumo profesional posee un estricta jerarquía basada en el mérito deportivo. Los luchadores son clasificados de acuerdo a un sistema que se remonta al período Edo. Estos son promovidos o degradados tomando en cuenta su rendimiento en los seis torneos oficiales llevados a cabo durante todo el año, llamados honbasho. Dos semanas antes de que inicie un torneo, la asociación publica la lista de clasificación de los luchadores, llamado banzuke, el cual es elaborado meticulosamente por los gyōji.
En adición a los torneos profesionales, también se celebran competiciones de exhibición en Japón por intervalos regulares, y aproximadamente cada dos años, los luchadores de más alto rango visitan un país extranjero para realizar dichas exhibiciones. Ninguno de estos eventos son tomados en consideración para determinar la clasificación futura de un luchador. Los rangos solamente son determinados por el rendimiento en los grandes torneos de sumo en Japón.

### Divisiones en el sumo

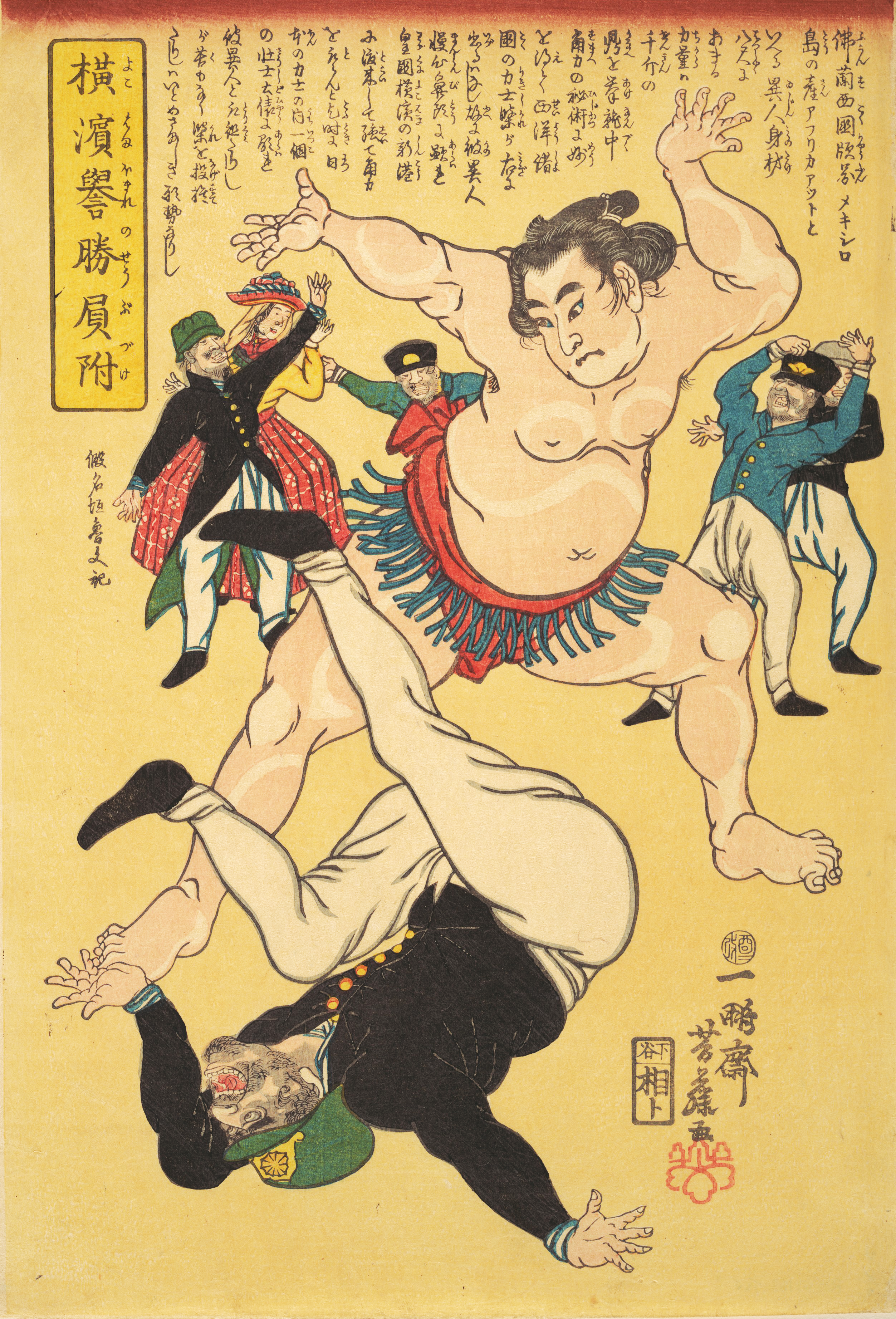
Extranjero y luchador de sumo, 1861

Las seis divisiones en el sumo, en orden de prestigio descendente, son:
- makuuchi (幕内) o makunouchi (幕の内).[16] Cuenta con un máximo de 42 luchadores; subdivididos en cinco rangos
- jūryō (十両). Fijado en 28 luchadores
- makushita (幕下). Fijado en 120 luchadores
- sandanme (三段目). Fijado en 180 luchadores
- jonidan (序二段). Al rededor de 200 luchadores
- jonokuchi (序ノ口 o 序の口). Al rededor de 50 luchadores

Casi todos los luchadores se inician en el sumo combatiendo en la división más baja, el jonokuchi, comenzando un largo ascenso que pueden tomar años hasta llegar a la división más prestigiosa de todas, el makuuchi. En el mundo del sumo existe una demarcada diferencia entre los luchadores de las dos divisiones más altas, conocidos como los sekitori (関取), y aquellos en las cuatro divisiones más bajas, comúnmente conocidos por término genérico rikishi (力士). Cada rango recibe diferentes niveles de compensación, privilegios y estatus.
La división más alta, el makuuchi, es la que recibe más atención por parte de los espectadores y medios de comunicación, y además posee la jerarquía más compleja. La mayoría de los luchadores en esta división son conocidos como los maegashira (前頭) y estos están clasificados en orden descendente desde el primer puesto (1°) hasta el décimo sexto/séptimo puesto (16°/17°). Además, tradicionalmente, en cada rango están clasificados dos luchadores, el rango más alto es designado como el "Este" y el rango menor como el "Oeste", resultando en el ejemplo siguiente: #1 Este y #1 Oeste, #2 Este y #2 Oeste, #3 Este y #3 Oeste, y así sucesivamente. Por encima de los maegashira están los tres rangos más altos del sumo profesional, este pequeño grupo es denominado el san'yaku y está compuesto por el komusubi (小結), el sekiwake (関脇), y el ōzeki (大関). En la cúspide de la clasificación se encuentra el rango más alto que un luchador de sumo puede alcanzar durante su carrera activa, el yokozuna (横綱).
Los yokozuna, o grandes campeones, generalmente se espera que compitan para ganar los torneos de campeonato en la división más alta de manera regular, por consiguiente, los criterios de promoción a yokozuna son muy estrictos. Según las normas establecidas por la Asociación Japonesa de Sumo, un luchador puede se considerado para el yokozuna si este ha ganado dos torneos consecutivos ostentando el rango de ōzeki, u obteniendo un "rendimiento similar". El título de yokozuna puede ser ostentando por más de un luchador al mismo tiempo.
En la antigüedad, el sumo solía ser un deporte practicado exclusivamente en Japón. Sin embargo, desde los años 1900, la cantidad de luchadores extranjeros fue incrementando gradualmente. Al comienzo de este período, estos nuevos luchadores extranjeros eran clasificados como japoneses, pero particularmente a partir de los años 60, varios luchadores de sumo extranjeros han podido conseguir reconocimiento y fama tanto dentro como fuera de Japón, y en años más recientes han logrado imponer su dominio en los rangos más altos de la clasificación. En los 10 años transcurridos desde enero de 2009, cinco de los nueve luchadores promovidos a ōzeki fueron de origen extranjero, y un japonés no había podido alcanzar el rango de yokozuna desde 1998 hasta la llegada de Kisenosato Yutaka en 2017. Esto, además de otros problemas, eventualmente provocó que la Asociación Japonesa de Sumo limitara la cantidad de luchadores extranjeros permitidos en cada uno de los establos de sumo.

### Mujeres y el sumo
Las mujeres no tienen permitido competir en el sumo profesional. Estas tampoco tienen permitido entrar en el ring de combate (dohyō), una tradición proveniente de las creencias sintoístas y budistas de que las mujeres son "impuras" debido a la sangre menstrual.
Una forma de sumo femenino (女相撲, onnazumo) existió en algunas partes de Japón antes de que el sumo profesional fuera establecido. La película de 2018 El Crisantemo y la Guillotina presenta a luchadoras de sumo durante el período de rebelión civil tras el Gran Terremoto de Kantō de 1923.

## Torneos de sumo profesional

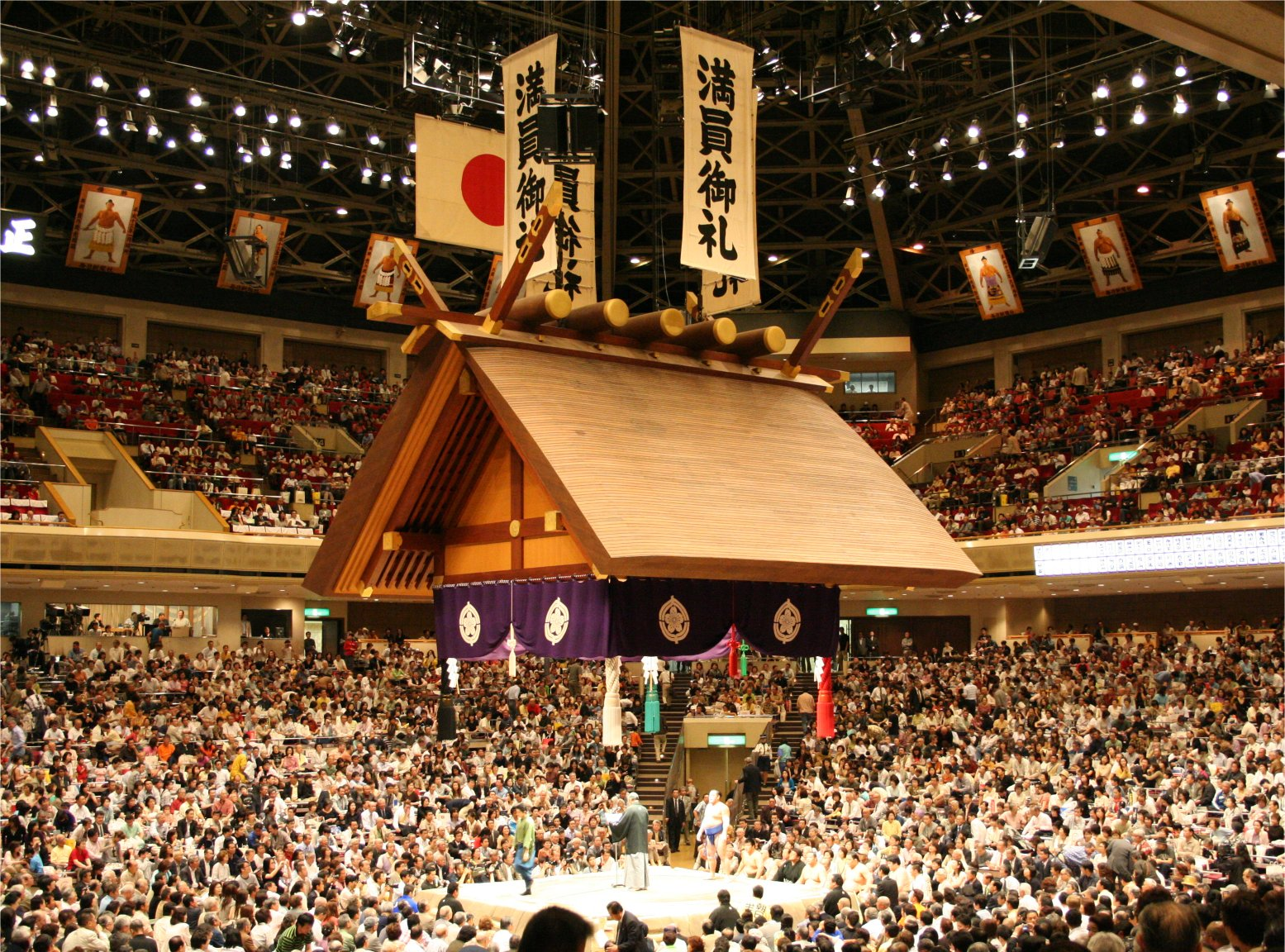
La arena de sumo de Ryōgoku en Tokio durante el torneo de mayo de 2006

Desde 1958, todos los años se han llevado a cabo seis grandes torneos de sumo, o honbasho: tres en el Kokugikan de la ciudad de Tokio (enero, mayo y septiembre), y los otros tres en las ciudades de Osaka (marzo), Nagoya (julio), y Fukuoka (noviembre). Hasta finales de 1984, el Kokugikan estuvo ubicado en el barrio de Kuramae, pero este luego fue mudado en 1985 a una nueva arena construida en el distrito de Ryōgoku. Cada torneo empieza en un día domingo y tienen una duración de 15 días en total, terminando igualmente en un domingo, aproximadamente a mitad de mes. Los torneos de sumo son organizados con un esquema parecido a los torneos con sistema McMahon; cada luchador en las dos divisiones más alta (sekitori) combate una vez por día, es decir quince veces, mientras que los luchadores de las divisiones más bajas combaten solamente siete veces durante todo el torneo, por lo general cada dos días.
Cada día esta estructurado de tal manera que los luchadores de alto rango compitan casi al final del día. Por ende, los combates empiezan temprano en la mañana con los luchadores del jonokuchi, y terminan al rededor de la seis de la tarde con los combates que involucran al yokozuna. El luchador que consiga la mayor cantidad de victorias durante los 15 días de un torneo se lleva el campeonato (yūshō) de su división. Si dos luchadores están empatados para conseguir el campeonato, ambos lucharan en un combate de eliminatoria y el ganador de este será quien se lleve el título. Los empates triples son bastante raros, al menos en la división más alta. En estos casos, los tres luchadores combatirán por pares, siendo que el primero en ganar dos enfrentamientos consecutivos se lleva el título. También existen otros sistemas de eliminatoria más complejos para aquellos casos de empate cuádruple o más luchadores, sin embargo, estos a menudo son solamente utilizados para determinar al ganador en las divisiones más bajas.

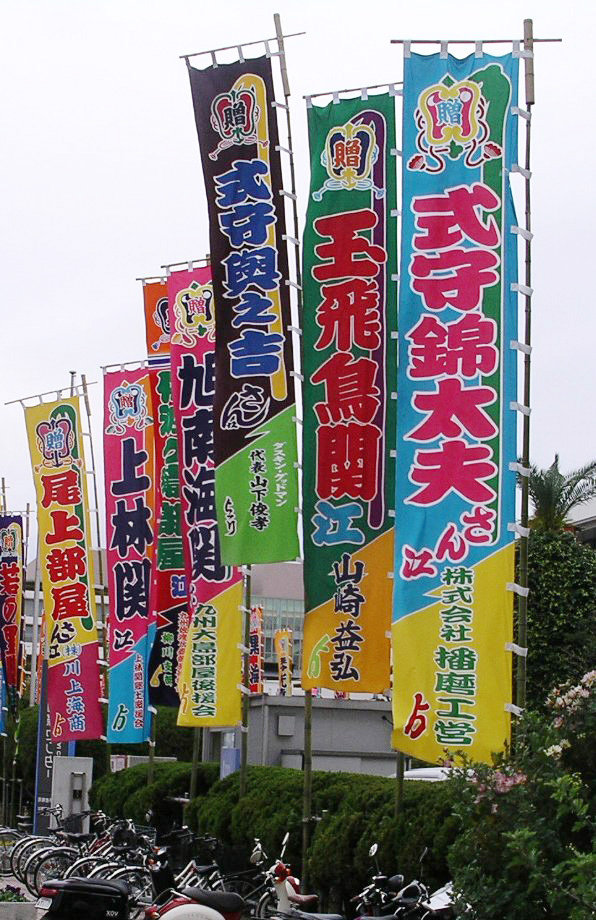
Banderines nobori de sumo en Fukuoka, 2006

Los emparejamientos para cada día de un torneo son determinados por los ancianos/ejecutivos de sumo que pertenezcan al departamento de jueces de la Asociación Japonesa de Sumo. Estos se reúnen cada mañana a las 11 AM y anuncian los emparejamientos del día siguiente alrededor de las 12 PM. Existe una excepción con los emparejamientos del último día, los cuales son anunciados más tarde durante el penúltimo día. Cada luchador compite solamente contra una selección de oponentes dentro de su misma división, aunque a veces pueden haber algunos combates entre divisiones. Los primeros combates de un torneo tienden a ser entre luchadores que tengan rangos cercanos dentro de la división a la que pertenezcan. A partir de allí, la selección de oponentes ira tomando en consideración el rendimiento previo de un luchador. Por ejemplo, en las divisiones más bajas, los luchadores con el mismo registro de combates por lo general son emparejados entre sí y los últimos combates a menudo involucran a luchadores invictos compitiendo entre sí, incluso si estos están ubicados en lados opuestos dentro de la división. En la división más alta, cercano a los últimos días, los luchadores con registros excepcionales a menudo combaten contra oponentes de mucho más rango que ellos, incluyendo a los luchadores del san'yaku, especialmente si estos todavía tienen oportunidad de conseguir el campeonato. Similarmente, aquellos luchadores de alto rango con un registro deficiente serán emparejados con luchadores de menor rango en la división.
Solamente se ha llevado a cabo un torneo oficial de sumo fuera de Japón una vez: en 1991 dentro del Royal Albert Hall de la ciudad de Londres, y este fue ganado por Hokutoumi Nobuyoshi. Se ha programado una segunda edición del evento para octubre de 2025.
Para el yokozuna y el ōzeki, la primera semana y media de un torneo tiende a ser una jornada de puros combates contra los maegashira de más alto rango, el komusubi y el sekiwake, mientras que los combates dentro de estos mismos rangos son concentrados en los últimos cinco días del torneo (dependiendo de la cantidad de luchadores de alto rango compitiendo). Tradicionalmente, en el último día, los tres últimos combates del torneo son entre los seis luchadores de más alto rango en la clasificación, con los dos primeros enfrentándose en el combate final (en el caso de que ninguno este lesionado).
Ciertos emparejamientos están prohibidos durante un jornada de torneo regular. Los luchadores de un mismo establo de sumo no pueden competir entre sí, así como tampoco aquellos que sean hermanos, incluso si estos pertenecen a establos distintos. La única excepción a esta regla es cuando ambos luchadores, ya sean de un mismo establo o hermanos, están empatados para conseguir el campeonato, por lo que deben enfrentarse en un combate de eliminatoria para decidir al ganador.
El último día de un torneo es denominado como el senshūraku, lo cual literalmente significa "el placer de mil otoños". Este nombre tan colorido para la culminación de un torneo hace referencia a las palabras del dramaturgo Zeami para representar la emoción de los combates decisivos y la celebración del ganador. La Copa del Emperador es otorgada solamente al luchador que haya obtenido el campeonato en la división más alta del sumo, el makuuchi. Otros premios (la gran mayoría patrocinados) también son otorgados al ganador. Estos premios a menudo son regalos elaborados, como copas gigantes, placas decorativas, y estatuillas. Otros son otorgados como parte de una colaboración comercial, como por ejemplo un trofeo con una gran botella de Coca-Cola.
La promoción y degradación para el próximo torneo esta determinado por el registro de combates que un luchador haya obtenido durante los quince días del evento. En la división más alta, el término kachikoshi significa un registro de 8–7 o más, mientras que makekoshi indica un registro de 7–8 o menos. Un luchador que alcance un kachikoshi casi siempre es promovido de rango, y si ha obtenido más victorias en un torneo, más arriba será colocado dentro de la clasificación. Para más detalles acerca de la promoción y degradación, vea el artículo makuuchi.
Un luchador de la división más alta que no sea ōzeki o yokozuna y que haya obtenido un kachikoshi al terminar el torneo, también es elegible para tres premios especiales otorgados a la "Mejor Técnica", "Espíritu de Lucha", o "Rendimiento Excepcional" al que haya derrotado a más yokozuna y ōzeki. Para más información ver sanshō.
Para la lista de ganadores de torneos de sumo desde 1909, ver Anexo:Ganadores de torneos de sumo.

### Combates de sumo profesional

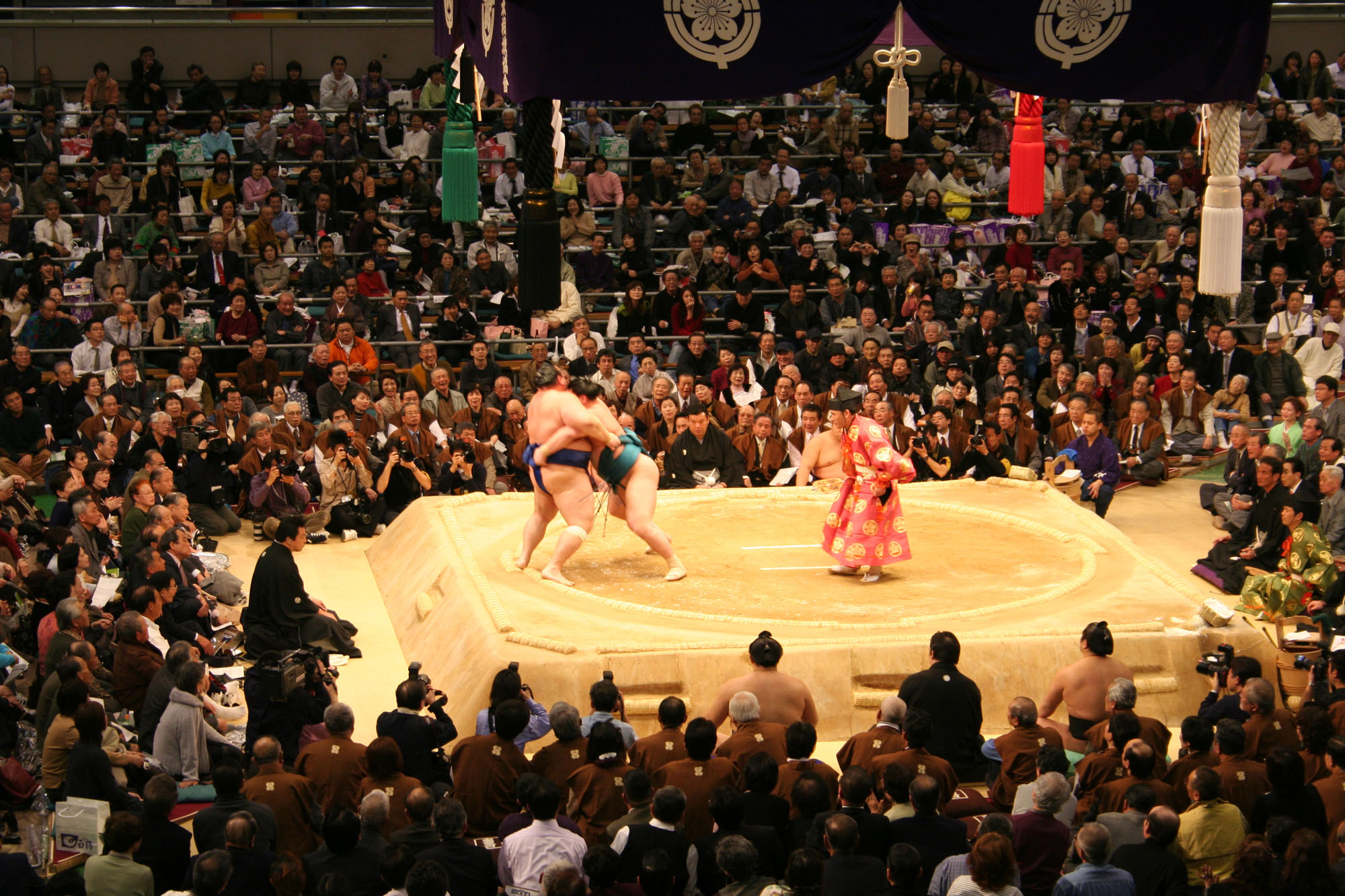
Luchadores de sumo durante el gran torneo de Osaka, marzo de 2006

En la embestida inicial, ambos luchadores deben moverse simultáneamente desde una posición agachada tras haber tocado la superficie del ring con ambas manos al inicio del combate. El árbitro (gyōji) puede reiniciar el combate si este movimiento simultáneo no ha ocurrido correctamente.
Al finalizar el combate, el árbitro debe anunciar inmediatamente su decisión apuntando su gunbai o abanico de guerra hacia el lado del ganador. La técnica ganadora (kimarite) utilizada por el luchador es también anunciada a la audiencia. Los luchadores luego regresan a sus posiciones iniciales y hacen un reverencia entre sí para luego retirarse.
La decisión del árbitro no es absoluta y puede ser cuestionada por cinco jueces sentados al rededor del ring de combate. Si eso ocurre, estos se reúnen en el centro del ring para realizar un mono-ii (una charla acerca de cosas). Después de llegar a un consenso, estos pueden mantener o anular la decisión del gyōji, así como también ordenar una repetición del combate, conocido como torinaoshi.
Un luchador ganador en la división más alta puede recibir dinero en sobres como premio entregados por el árbitro si el combate ha sido patrocinado por empresas. Si un yokozuna es derrotado por un luchador de menos rango, es común que la audiencia lance sus cojines al ring (o a los luchadores), aunque esta practica esta técnicamente prohibida.
En contraste al tiempo de preparación, los combates suelen ser muy cortos, usualmente menos de un minuto (muchas veces hasta segundos). Es extremadamente raro que un combate de sumo se extienda por varios minutos.

### Controversias
Las controversias en el sumo profesional incluyen arreglos de combates, apuestas ilegales, vínculos con la yakuza, novatadas a los nuevos reclutas, y los efectos negativos en la salud de los luchadores.

## Vida de los luchadores de sumo profesional

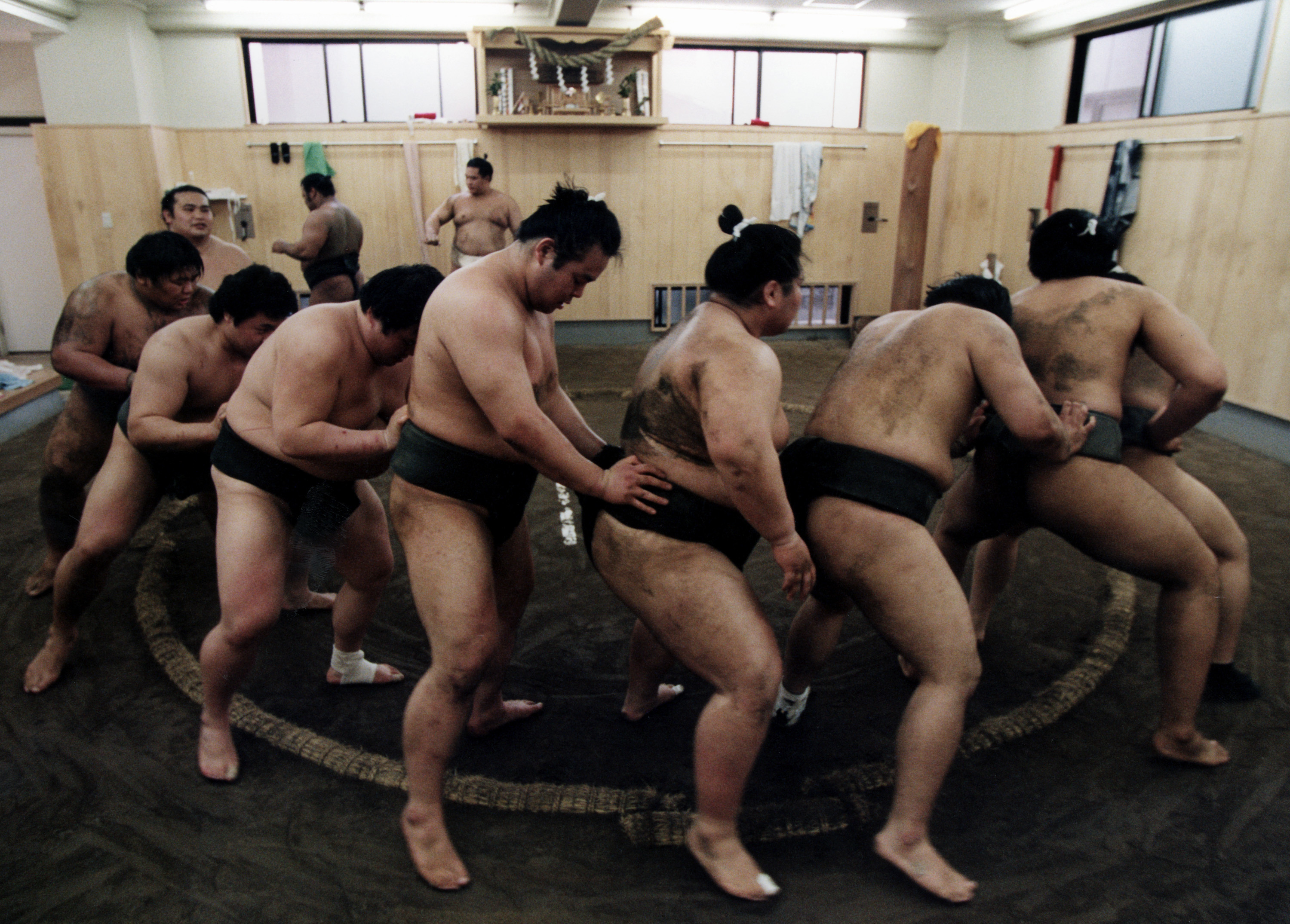
Luchadores de sumo de bajo rango del establo Tomozuna en Tokio realizando su rutina diaria de entrenamiento (1998)

Un luchador de sumo profesional lleva un estilo de vida muy estricto. La Asociación Japonesa de Sumo prescribe el comportamiento de sus luchadores con considerable detalle. Por ejemplo, la asociación le prohíbe a los luchadores manejar automóviles para evitar peligros, aunque esto es en parte necesario debido a que los luchadores son muy grandes como para sentarse detrás de un volante. Romper las reglas puede resultar en una multa o incluso una suspensión tanto para el luchador en cuestión como para el maestro del establo al cual pertenece.
Al entrar en el mundo del sumo, se espera que los luchadores se dejen crecer el cabello lo suficientemente largo como para arreglárselo con una coleta o moño, llamado chonmage, similar al estilo de cabello de los samurai del período Edo. Además del chonmage, los luchadores también están obligados a vestirse con ropa tradicional japonesa cuando están en público, esto con el objetivo de ser identificados fácilmente como luchadores de sumo.
El tipo y la calidad de la vestimenta depende del rango del luchador. Los rikishi del jonidan y el jonokuchi solo tienen permitido vestirse con una delgada bata de algodón llamada yukata, incluso en temporada de invierno. Además, cuando están en la calle, estos deben utilizar unas sandalias tradicionales de madera llamadas geta. Los luchadores del makushita y el sandanme tienen permitido utilizar un manto corto tradicional sobre sus yukata y también sandalias de paja, llamadas zōri. Los luchadores con estatus de sekitori pueden vestirse con batas de seda de su preferencia, y la calidad de la tela por lo general es de una calidad mucho mejor. Estos también tienen permitido utilizar una forma mas elaborada del chonmage llamado ōichōmage (coleta hoja de ginkgo) en ocasiones especiales y durante los combates.
También existen distinciones similares en cuanto a la vida en el establo. Los luchadores de menor rango son los primeros en levantarse, al rededor de la 5 de la mañana, para alistarse para el entrenamiento, mientras que los sekitori se van despertando a las 7 de la mañana. Cuando los sekitori están entrenando, los luchadores de menor rango se dedican a hacer otras tareas, como asistir en la preparación de las comidas, limpiar, preparar los baños, sostener las toallas de los sekitori, y limpiar el sudor de la frente de estos. La jerarquía es preservada para mantener el orden incluso durante los baños y las comidas, por lo que los primeros en bañarse y comer son los sekitori, y los últimos son los luchadores de menor rango.
Por lo general, los luchadores no tienen permitido desayunar y se espera que estos tomen una siesta después de haber ingerido grandes cantidades de comida durante el almuerzo. El plato más común y tradicional servido a los luchadores es el chankonabe, lo cual consiste de un caldo hervido con varios tipos de proteína y vegetales cocinado en la mesa, y usualmente acompañado con arroz. Este régimen alimentario sin desayuno y un almuerzo contundente seguido de una siesta esta pensado para que los luchadores puedan subir de peso rápidamente, y por ende, puedan competir con más efectividad. Los luchadores de sumo también ingieren grandes cantidades de cerveza.
En la tarde, los luchadores de menor rango usualmente se dedican a limpiar el establo o a hacer otras tareas, mientras que los sekitori se relajan, o atienden asuntos de trabajo relacionados a sus clubs de fans. Los luchadores más jóvenes también están obligados a asistir a clases en la Escuela de Sumo, aunque su educación difiere del currículo típico del estudiante japonés. En la noche, los sekitori pueden salir a compartir con sus patrocinadores, mientras que los luchadores de menor rango por lo general se quedan en el establo, a menos que alguno de estos sea el acompañante del maestro de establo o un tsukebito (asistente) de alguno de los sekitori. Volverse un tsukebito de un miembro de más rango en el establo es una tarea típica. Un sekitori puede tener varios tsukebito, dependiendo del tamaño del establo o en algunos casos del tamaño del mismo sekitori. Los luchadores de menor rango reciben las tareas mas engorrosas, como limpiar el establo, realizar diligencias, o incluso bañar o masajear a los sekitori más grandes, mientras que los tsukebito de más rango acompañan a los sekitori cuando estos salen a la calle.
Los sekitori tienen el derecho de poder vivir en una habitación privada dentro del establo, o incluso en un apartamento propio, como es el caso de los luchadores casados; los luchadores de menor rango duermen en dormitorios comunales. Por ende, el mundo de los luchadores de sumo esta fuertemente dividido entre los luchadores de menor rango, encargados de servir, y los sekitori, los servidos. La vida del sumo es especialmente dura para los nuevos reclutas, a quienes se les suele asignar las peores tareas, provocando que muchos se salgan del sumo estando aun en esta etapa.
Los efectos negativos en la salud generados por el estilo de vida del sumo se van volviendo aparentes más adelante en la vida del luchador. Los luchadores de sumo tienen una esperanza de vida de 65 años, lo cual es 15 años menos que la del hombre japonés promedio, principalmente debido a la dieta alta en calorías y al mismo deporte el cual va deteriorando sus cuerpos. Aquellos con una gran masa corporal corren un alto riesgo de fallecer. Muchos desarrollan diabetes tipo 2 e hipertensión, volviéndolos propensos a ataques cardíacos debido a las grandes cantidades de grasa que acumulan durante su carrera. La excesiva ingesta de alcohol también puede generarles problemas hepáticos y además pueden padecer de artritis debido al enorme peso sobre sus articulaciones inferiores. Los repetidos golpes que la cabeza de un luchador de sumo sufre pueden ocasionar problemas cognitivos a largo plazo, similares a los ya vistos en el boxeo. En el siglo XXI, los estándares de peso se han vuelto menos estrictos para mejorar la salud de los luchadores.

## Salarios y pagos
Para 2018, el salario mensual (en yenes japoneses) para las dos divisiones más altas del sumo profesional es:

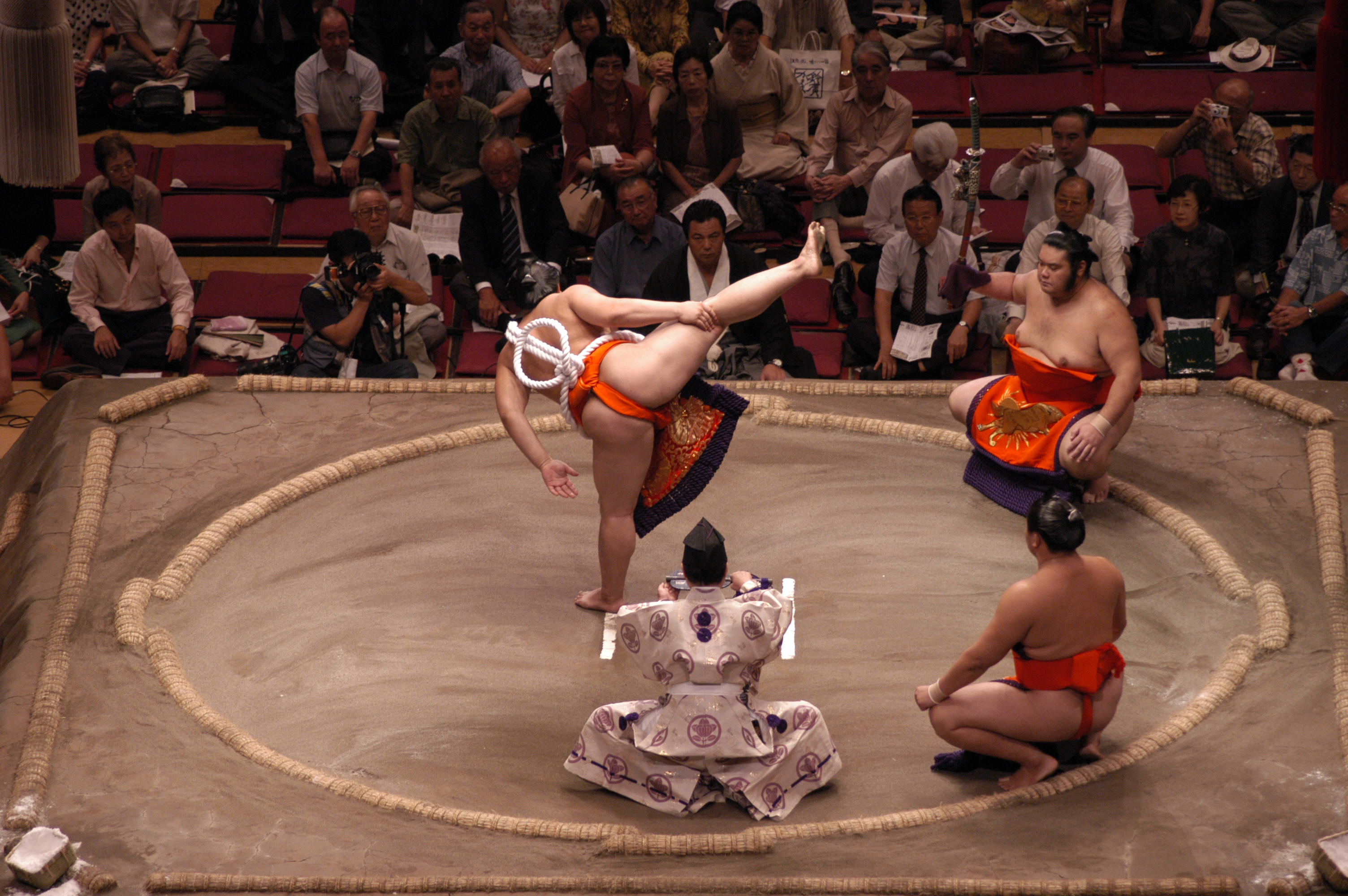
El yokozuna Asashōryū realizando su distintivo dohyō-iri correspondiente a su rango en septiembre de 2003

- yokozuna: ¥3 millones de yenes, al rededor de $26.500 dólares estadounidenses.
- ōzeki: ¥2,5 millones de yenes, al rededor de $22.000 dólares.
- san'yaku: ¥1,8 millones de yenes, al rededor de $16.000 dólares.
- maegashira: ¥1,4 millones de yenes, al rededor de $12.500 dólares.
- jūryō: ¥1,1 millones de yenes, al rededor de $9.500 dólares.

Los luchadores clasificados en las divisiones más bajas, los cuales son considerados como "en entrenamiento", solamente reciben una pequeña subvención en vez de un salario.
En adición al salario básico, los luchadores con estatus de sekitori también pueden recibir bonos adicionales, llamados mochikyūkin, seis veces al año (uno en cada torneo, o basho) basado en el rendimiento acumulado durante su carrera hasta la fecha. Este bono es aumentado cada vez que un luchador alcanza un kachikoshi (y mientras más victorias tenga el kachikoshi más dinero podrá recibir). Estos bonos también pueden recibir aumentos especiales cuando un luchador consigue hacerse con un campeonato (con un aumento extra en el caso de que el luchador haya culminado el torneo con un registro perfecto sin derrotas o zenshō-yūshō), y también por haber conseguido un kinboshi o estrella dorada (al haber derrotado al yokozuna).
Los luchadores del san'yaku también reciben una cierta cantidad de dinero adicional dependiendo de su rango, y el yokozuna recibe una subvención cada dos torneos, asociado con la elaboración del tsuna (o cinto) utilizado en la ceremonia de entrada al ring.
De igual manera, los ganadores del campeonato en cada división reciben un premio monetario, el cual empieza desde ¥100.000 yenes para el ganador del jonokuchi, hasta ¥10 millones de yenes para el ganador del makuuchi. En adición a estos premios, los luchadores en la división más alta que hayan demostrado un rendimiento excepcional ante el panel de jueces también pueden recibir uno o más de tres premios especiales (llamados sanshō), los cuales tienen un valor de ¥2 millones de yenes cada uno.
Los combates individuales en la división más alta también pueden ser patrocinados por empresas o negocios, con el dinero resultante siendo denominado kenshōkin. Para los combates que involucran al yokozuna y el ōzeki, la cantidad de patrocinadores puede ser bastante grande, mientras que en los combates de las divisiones más bajas casi nunca hay patrocinadores, a menos que un luchador en particular sea popular, o que la empresa en cuestión tenga una política de patrocinar todos los combates. Para 2019, un solo patrocinio puede llegar a costar ¥70 mil yenes, con ¥60 mil yenes entregados directamente al ganador del combate y ¥10 mil yenes descontados por la Asociación Japonesa de Sumo para cubrir costos y honorarios. Inmediatamente después de finalizado el combate, el ganado recibe un sobre entregado por el árbitro con la mitad de su parte del patrocinio, mientras que la otra mitad es colocada en un fondo particular para su retiro. Los luchadores que hayan ganado por fusenshō o ausencia del oponente, no reciben premios monetarios.

## Sumo amateur

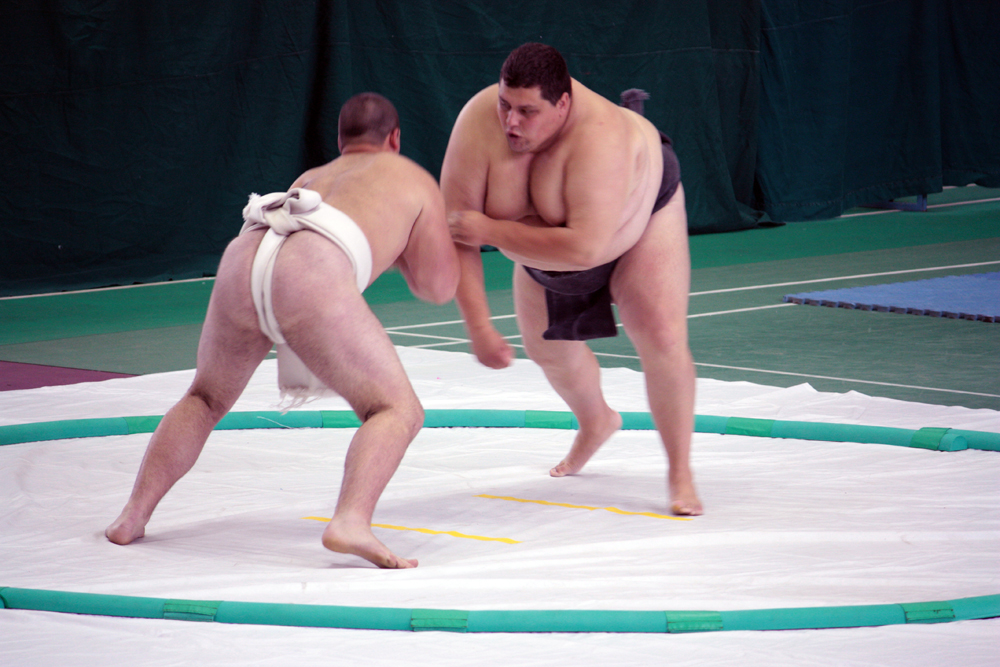
Luchadores de sumo búlgaros amateur (a la derecha se encuentra el entrenador nacional Hristo Hristov) en 2011.

### Japón
Además del circuito profesional, el sumo también es practicado a nivel amateur en todo Japón, con competencias a nivel universitario, secundaria, primaria y empresarial mediante clubes de trabajadores. También se llevan a cabo torneos amateur abiertos a cualquier participante. A este nivel, el deporte carece en gran parte de las ceremonias tradicionales del sumo, enfocándose casi enteramente en la competencia.  La gran mayoría de los nuevos reclutas en el sumo profesional son estudiantes recién graduados de secundaria con muy poca o prácticamente nada de experiencia, no obstante, la cantidad de luchadores con experiencia en torneos universitarios ha ido incrementando en el transcurso de las última décadas. The International Herald Tribune reportó acerca de esta tendencia en noviembre de 1999, cuando más de un tercio de los luchadores en las dos divisiones más altas eran egresados universitarios. La Universidad de las Ciencias del Deporte de Japón y la Universidad Nihon son las dos instituciones académicas que más ha producido luchadores de sumo profesional. Esta última tuvo como alumno a Hiroshi Wajima, el cual se convirtió en el primer y único yokozuna con trasfondo universitario.
Los luchadores amateur más exitosos (usualmente campeones universitarios) tienen la oportunidad de entrar en el circuito profesional desde el makushita (tercera división) o sandanme (cuarta división) en vez de empezar desde lo más bajo de las divisiones. Estos rangos son denominados makushita tsukedashi y sandanme tsukedashi, y actualmente son equivalentes a los rangos makushita #10, makushita #15, o sandanme #100 dependiendo del nivel de éxito que haya alcanzado el luchador en su etapa amateur. Todos los luchadores amateur que ingresan a los rangos profesionales deben tener menos de 23 años de edad para poder entrar, exceptuando aquellos que califican para el makushita tsukedashi o sandanme tsukedashi, los cuales deben ser menores de 25.

### Fuera de Japón
Los clubs de sumo amateur han ganado popularidad en los Estados Unidos, con competiciones realizadas en diversas ciudades de manera regular. Por ejemplo, el Abierto de Sumo de Estados Unidos fue llevado a cabo en el Centro de Convenciones de Los Ángeles en 2007, con una audiencia aproximada de 3.000 personas. Durante años, el deporte ha sido muy popular en la costa oeste de Estados Unidos y sus territorios insulares del pacífico, especialmente Hawái y Samoa Americana, de donde han provenido dos yokozuna (Akebono y Musashimaru) y un ōzeki (Konishiki). El sumo ha tenido participación en varios festivales de las comunidades japonesas en dicho país. Sin embargo, actualmente el deporte ha crecido más allá de la esfera de la diáspora japonesa, con atletas de diferentes orígenes culturales, étnicos y deportivos.
El sumo amateur es particularmente popular en Europa. Muchos atletas que ingresan al sumo ya han acumulado experiencia en otras disciplinas como el judo, la lucha libre olímpica, u otros deportes de agarre como el sambo. Algunos atletas de Europa Oriental han tenido el suficiente éxito como para ser reclutados para ingresar en el circuito profesional de Japón, al igual que sus contrapartes amateur japoneses. Los atletas de esta región más destacados hasta la fecha han sido el búlgaro Kotoōshū y el georgiano Tochinoshin, ambos habiendo alcanzado el segundo rango más alto del sumo profesional, el ōzeki.
Brasil también es otro centro del sumo amateur, habiendo sido introducido por los inmigrantes japoneses que llegaron a dicho país en la primera mitad del siglo XX. El primer torneo de sumo brasileño fue llevado a cabo en 1914. El sumo echó raíces dentro de las comunidades de inmigrantes japoneses al sur de Brasil, especialmente São Paulo, siendo la única ciudad del mundo en la cual existe un instalación diseñada específicamente para la práctica del sumo fuera de Japón. A comienzos de los años 90, las organizaciones de sumo de Brasil llevaron a cabo esfuerzos para entusiasmar a los brasileños sin ascendencia japonesa a ingresar en el deporte, y para mediados de los años 2000, cerca del 70% de los participantes eran étnicamente brasileños no pertenecientes a la comunidad nikkei. Brasil también es un centro del sumo femenino. Una pequeña cantidad de luchadores brasileños han podido saltar al circuito profesional de Japón, incluyendo a Ryūkō Gō y Kaisei Ichirō.

### Competiciones internacionales
La Federación Internacional de Sumo (IFS) fue establecida en 1992 para desarrollar del deporte a nivel global, incluyendo la realización de campeonatos internacionales como el Campeonato Mundial de Sumo y el Campeonato Europeo de Sumo. Uno de los objetivos clave de la federación es el de establecer el sumo como un deporte olímpico, siendo actualmente reconocido por el Comité Olímpico Internacional (COI) pero aun no integrado al calendario oficial de los Juegos Olímpicos de Verano. En consecuencia, los torneos amateur están categorizados mediante divisiones por peso (hombres: peso ligero hasta 85 kg (187 libras), peso medio hasta 115 kg (254 libras), peso pesado por encima de 115 kg (254 libras), y peso abierto (sin restricciones), además también incluyen competiciones para mujeres: peso ligero hasta 65 kg (143 libras), peso medio hasta 80 kg (180 libras), peso pesado por encima de 80 kg (180 libras), y peso abierto). El sumo fue incluido en los Juegos Mundiales, un evento reconocido por el COI para deportes no olímpicos, desde 2001 hasta 2022; fue removido de futuros eventos de Juegos Mundiales debido a su pobre organización y poca cultura deportiva. También ha sido incluido en los Juegos Mundiales de Combate desde el 2010.

## Indumentaria
Los luchadores de sumo utilizan un cinto, llamado mawashi, durante los combates. Este mide cerca de 9,1 metros de longitud (30 pies), y es amarrado con un grueso nudo en la espalda. Estos poseen un grosor especial que les permite cumplir con los requerimientos de resistencia de la Asociación Japonesa de Sumo. Durante los combates, los luchadores podrán agarrarse entre sí por el mawashi para ejecutar las técnicas kimarite y ganar los enfrentamientos. El mawashi que los luchadores utilizan durante los entrenamientos es prácticamente igual al que utilizan en los torneos, manteniendo solamente una diferencia en cuanto al material. Los diferentes mawashi que los luchadores utilizan tienen como objetivo diferenciar sus rangos. Los luchadores de sumo en las dos divisiones más altas utilizan un mawashi de seda de cualquier color durante los torneos, mientras que los luchadores de menor rango solo utilizan uno de algodón negro.
El cabello de los luchadores es arreglado con una coleta o moño, llamado chonmage, el cual es peinado con cera para que pueda mantener su forma. La cera es aplicada en sus cabellos diariamente por los tokoyama (peluqueros de sumo). El chonmage es un tipo de cabello tradicional japonés característico de los samurai, y este fue muy popular durante el período Edo. La coleta es difícil de arreglar en algunos luchadores extranjeros ya que estos no poseen una cabellera tan lacia y recta como la de los japoneses. Una vez que un luchador se ha unido a un establo de sumo, este es obligado a dejarse crecer el cabello para que se lo pueda arreglar con un chonmage en el futuro.
Mientras no haya torneos o prácticas, los luchadores de sumo están obligados a vestirse con ropa tradicional japonesa durante su vida diaria. No obstante, estos solo deben utilizar la vestimenta tradicional cuando están en público. Las prendas que pueden utilizar están determinadas por el rango que posean. Los luchadores de menor rango deben vestirse con una yukata en todo momento, incluso en invierno, mientras que los luchadores de alto rango tienen más opciones en cuanto a lo que pueden vestir.

## Galería
|                                                                       |
| Agachada inicial con los talones levantados, sonkyo (蹲踞) en japonés |

|                                                        |
| Agachada parcial antes del tachi-ai (embestida incial) |

|                                               |
| Yumitori-shiki (ceremonia de girada del arco) |

|                                                                                              |
| Reproducción de una obra de Utagawa Hiroshige alusiva al sumo en la explanada del Rio Sumida |